# Zygmunt Krasiński
Zygmunt Krasiński (19. února 1812 Paříž – 23. února 1859 Paříž) byl polský romantický básník, je považován za jednoho ze tří největších polských romantických básníků – „věštců“.
Syn generála Wincenta Krasińskeho. Značnou část života prožil v osamění

## Dílo
Začal psát už ve 14 letech; do jeho literárních začátků spadají historické povídky a romány hrůzy, později se věnoval i dramatu a poezii. Podstatnou část Krasińského díla tvoří jeho dopisy, adresované rodině a nejbližším přátelům, které podávají zajímavé svědectví o autorovi i době, ve které žil. Nejvýznamnější a nejlepší díla Krasińského jsou dramata - Komedie ne božská, která poukazuje na vnitřní rozpory člověka a třídní konflikt aristokracie a lidu, a Irydion (střet pohanského a křesťanského světa symbolizuje tehdejší polskou situaci). Hlavní myšlenka obou dramat je společná: hledání smyslu lidského života.
- Hrob rodiny Reichstalů
- Vladislav Herman a jeho dvůr
- Zygmunt KrasińskiAgaj-Chán

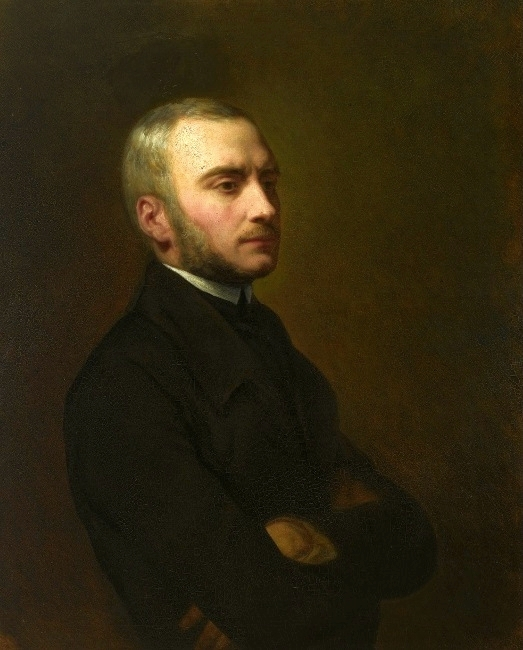
Zygmunt Krasiński

- Tři myšlenky, které zůstaly po v Pánu zesnulém Henryku Ligenzovi povídka
- Letní noc povídky

### Poezie
- Předsvit
- Žalmy budoucnosti